# 43768 Lynevans
43768 Lynevans è un asteroide della fascia principale. Scoperto nel 1988, presenta un'orbita caratterizzata da un semiasse maggiore pari a 3,0923638 UA e da un'eccentricità di 0,1112383, inclinata di 11,72641° rispetto all'eclittica.